# ФК Вардар
Вижте пояснителната страница за други значения на Вардар.
ФК Вардар е футболен отбор от град Скопие, Северна Македония.
Най-титулуваният клуб в Северна Македония с 9 титли и 5 национални купи. Носи името на река Вардар. Мачовете си играе на Филип Втори Арена в Скопие. Цветовете на тима при основаването му са червено и бяло, но след разрушителното заметресение в Скопие, в знак на траур белият цвят се заменя с черен.

## История

### Началото
Създаден е на 22 юли 1947 г. след сливането на отборите на Македония (Скопие) и Победа (Скопие).
Вардар е участник в първия сезон на Югославската първа лига след Втората световна война, завършвайки на 8-о място и печелейки плейофите за оставане в нея. Отборът редува върхове и спадове, като за периода 1947 – 1992 прекарва 33 сезона в елита на Югославския футбол (11-о място във вечната ранглиста). Градският стадион в Скопие се превръща в негостоприемно място за тимовете от голямата четворка на Югославия – Партизан (Белград), Цървена Звезда, Динамо (Загреб) и Хайдук (Сплит). Най-паметна остава победата над Партизан с 5:0 в Скопие.
Най-големият успех на тима е спечелената купа на Югославия през 1961 г. в Белград след победа с 2:1 над Вартекс, както и шампионската титла на Югославия в сезон 1987/88.

### В независима Македония
След разпада на Югославия е постоянен участник в Първа македонска футболна лига, печелейки 9 титли и 5 купи на страната и се превръща в най-титулувания отбор в Северна Македония.
На международно ниво най-голямото постижение на Вардар е елиминирането на ЦСКА (Москва) и достигането до 3-ти квалификационен кръг на Шампионската лига през сезон 2003/04 година, където отборът на Вардар е на 1 гол от елиминиране на Спарта (Прага) и класиране в групите на надпреварата.
От април 2004 г. треньор на Вардар е бразилецът Жилдо Родригеш, който преди това е бил наставник на националните отбори на Гана, Ливан и Кувейт и на бразилските клубове – Вашку да Гама и Коринтианс.
След като през 2011 г. отборът е близо до изпадане, настъпват сериозни промени в организацията му и още на следващия сезон титлата е спечелена от червено-черните.
Вардар е отборът с най-голяма фен база в Северна Македония. Прозвището на феновете е „Комити“. Най-големите съперници на „комитите“ са феновете на Шкендия Тетово („Балисти“) и Пелистер Битоля („Чкембари“).

## Отличия
Югославска втора лига:
- Победител (6): 1951, 1956, 1960, 1963, 1971, 1979

 Първа лига:
- Шампион (11, рекорд): 1992/93, 1993/94, 1994/95, 2001/02, 2002/03, 2011/12, 2012/13, 2014/15, 2015/16, 2016/17, 2019/20
- Вицешампион (4): 2000/01, 2004/05, 2017/18, 2018/19
- Бронзов медалист (3): 1995/96, 2003/04, 2005/06

 Купа на Югославия:
- Носител (1): 1961

 Купа на Македония:
- Носител (6): 1993, 1995, 1998, 1999, 2007, 2025

 Суперкупа на Македония:
- Носител (2): 2013, 2015

 Македонска републиканска купа:
- Носител (12): 1955, 1965, 1966, 1967, 1968, 1969, 1970, 1971, 1972, 1979, 1980, 1992

Купа Митропа:
- Полуфиналист (1): 1968

Балканска купа:
- Финалист (2): 1972, 1974

## Състав за сезон 2016/17
| №  | Пост | Играч             |
| -- | ---- | ----------------- |
| 1  | В    | Игор Алексовски   |
| 3  | З    | Горан Попов       |
| 4  | З    | Неманя Милушкович |
| 5  | З    | Виктор Велкоски   |
| 6  | З    | Бобан Грънчаров   |
| 7  | П    | Благоя Лямчевски  |
| 8  | П    | Стефан Спировски  |
| 9  | П    | Деян Блажевски    |
| 10 | П    | Дамир Кояшевич    |
| 11 | П    | Ясир Асани        |
| 97 | П    | Петър Петковски   |

| №  | Пост | Играч               |
| -- | ---- | ------------------- |
| 14 | З    | Дарко Велковски     |
| 89 | Н    | Джонатан Балотели   |
| 16 | П    | Никола Глигоров     |
| 30 | П    | Тигран Берсехян     |
| 32 | З    | Есмин Личина        |
| 19 | З    | Ованес Хамбарцумян  |
| 20 | П    | Бобан Николов       |
| 21 | З    | Йевхен Новак        |
| 90 | В    | Филип Гачевски      |
| 22 | П    | Филип Стойчевски    |
| 87 | П    | Влатко Гроздановски |
| 70 | П    | Хуан Фелипе         |
| 77 | П    | Владица Бардаровски |
| 26 | Н    | Джон Обрегон        |
| 28 | В    | Томе Пачовски       |
| 32 | З    | Дарко Глишич        |

## Участия в ЕКТ
| Сезон     | Турнир                        | Кръг       | Страна | Отбор              | Домакин | Гост  | Общо             |
| --------- | ----------------------------- | ---------- | ------ | ------------------ | ------- | ----- | ---------------- |
| 1961/62   | Купа на носителите на купи    | 1 кръг     |        | Дънфермлин Атлетик | 2 – 0   | 0 – 5 | 2 – 5            |
| 1985/86   | Купа на УЕФА                  | 1 кръг     |        | Динамо (Букурещ)   | 1 – 2   | 1 – 0 | 2 – 2 (г)        |
| 1987/88   | Купа на европейските шампиони | 1 кръг     |        | Порто              | 0 – 3   | 0 – 3 | 0 – 6            |
| 1994/95   | Купа на УЕФА                  | кв. кръг   |        | Бекешчаба          | 1 – 1   | 0 – 1 | 1 – 2            |
| 1995/96   | Купа на УЕФА                  | кв. кръг   | Грузия | Самтредия          | 1 – 0   | 2 – 0 | 3 – 0            |
| 1995/96   | Купа на УЕФА                  | 1 кръг     |        | Бордо              | 0 – 2   | 1 – 1 | 1 – 2            |
| 1996/97   | Купа на УЕФА                  | 1 кв. кръг |        | Горица             | 2 – 1   | 1 – 0 | 3 – 1            |
| 1996/97   | Купа на УЕФА                  | 2 кв. кръг |        | Халмстадс БК       | 0 – 1   | 0 – 0 | 0 – 1            |
| 1998/99   | Купа на носителите на купи    | кв. кръг   |        | Спартак Търнава    | 0 – 1   | 0 – 2 | 0 – 3            |
| 1999/2000 | Купа на УЕФА                  | кв. кръг   |        | Легия Варшава      | 0 – 5   | 0 – 4 | 0 – 9            |
| 2001/02   | Купа на УЕФА                  | кв. кръг   |        | Стандард Лиеж      | 0 – 3   | 1 – 3 | 1 – 6            |
| 2002/03   | Шампионска лига               | 1 кв. кръг |        | Ф91 Дюделанж       | 3 – 0   | 1 – 1 | 4 – 1            |
| 2002/03   | Шампионска лига               | 2 кв. кръг |        | Легия Варшава      | 1 – 3   | 1 – 1 | 1 – 4            |
| 2003/04   | Шампионска лига               | 1 кв. кръг |        | Бари Таун          | 3 – 0   | 1 – 2 | 4 – 2            |
| 2003/04   | Шампионска лига               | 2 кв. кръг |        | ЦСКА (Москва)      | 1 – 1   | 2 – 1 | 3 – 2            |
| 2003/04   | Шампионска лига               | 3 кв. кръг |        | Спарта (Прага)     | 2 – 3   | 2 – 2 | 4 – 5            |
| 2003/04   | Купа на УЕФА                  | 1 кръг     |        | АС Рома            | 1 – 1   | 0 – 4 | 1 – 5            |
| 2004/05   | Интертото                     | 1 кръг     |        | Етникос Ахнас      | 5 – 1   | 5 – 1 | 10 – 2           |
| 2004/05   | Интертото                     | 2 кръг     |        | КАА Гент           | 1 – 0   | 0 – 1 | 1 – 1 (4 – 3 д.) |
| 2004/05   | Интертото                     | 3 кръг     |        | Шалке 04           | 1 – 2   | 0 – 5 | 1 – 7            |
| 2005/06   | Купа на УЕФА                  | 1 кв. кръг |        | ФК Елбасани        | 0 – 0   | 1 – 1 | 1 – 1 (г)        |
| 2005/06   | Купа на УЕФА                  | 2 кв. кръг |        | Рапид (Букурещ)    | 1 – 1   | 0 – 3 | 1 – 4            |
| 2006/07   | Купа на УЕФА                  | 1 кв. кръг |        | Руселаре           | 1 – 2   | 1 – 5 | 2 – 7            |
| 2007/08   | Купа на УЕФА                  | 1 кв. кръг |        | Анортозис          | 0 – 1   | 0 – 1 | 0 – 2            |
| 2012/13   | Шампионска лига               | 2 кв. кръг |        | БАТЕ Борисов       | 0 – 0   | 2 – 3 | 2 – 3            |
| 2013/14   | Шампионска лига               | 2 кв. кръг |        | Стяуа              | 1 – 2   | 0 – 3 | 1 – 5            |
| 2015/16   | Шампионска лига               | 2 кв. кръг |        | АПОЕЛ              | 1 – 1   | 0 – 0 | 1 – 1 (г)        |
| 2016/17   | Шампионска лига               | 2 кв. кръг |        | Динамо Загреб      | 1 – 2   | 2 – 3 | 3 – 5            |
| 2017 – 18 | Шампионска лига               | QR2        |        | Малмьо             | 3 – 1   | 1 – 1 | 4 – 2            |
| 2017 – 18 | Шампионска лига               | QR3        |        | ФК Копенхаген      | 1 – 0   | 1 – 4 | 2 – 4            |
| 2017 – 18 | Лига Европа                   | PO         |        | Фенербахче         | 2 – 0   | 2 – 1 | 4 – 1            |

## Известни футболисти
- Дарко Панчев
- Артим Шакири
- Дарко Тасевски
- Илия Найдоски
- Драги Канатларовски

## Български футболисти
- Джино Симеонов: 1950/53 - (75 мача - 21 гола)
- Марио Петков: 2000/04
- Росен Каптиев: 2006 (пролет) - (12 мача - 3 гола)